# Alcis albigrisea
Alcis albigrisea là một loài bướm đêm trong họ Geometridae.